# Stellerit
Stellerit ist ein eher selten vorkommendes Mineral aus der Mineralklasse der „Silikate und Germanate“ mit der chemischen Zusammensetzung Ca4(Si28Al8)O72·28H2O oder Ca[Al2Si7O18]·7H2O in der kristallchemischen Strukturformelschreibweise nach Strunz. Das Mineral ist damit chemisch gesehen ein wasserhaltiges Calcium-Alumosilikat und das Calcium-Analogon von Barrerit.
Stellerit kristallisiert im orthorhombischen Kristallsystem und entwickelt tafelige Kristalle, die oft in Form von fächer- bis garbenförmigen oder radialstrahligen bis kugeligen Mineral-Aggregaten von bis zu 14 cm Durchmesser zusammentreten. In reiner Form ist Stellerit farblos und durchsichtig mit einem glasähnlichen Glanz auf den Oberflächen. Durch vielfache Lichtbrechung aufgrund von Gitterbaufehlern oder polykristalliner Ausbildung kann er aber auch durchscheinend weiß sein und durch Fremdbeimengungen eine blass- bis lachsrosa, gelbe bis orange, grüne oder braune Farbe annehmen.

## Etymologie und Geschichte
Entdeckt wurde Stellerit am nordwestlichen Ende der zu den Kommandeurinseln gehörenden Insel Medny (deutsch: Kupferinsel) im russischen Föderationskreis Ferner Osten. Die Erstbeschreibung erfolgte 1909 durch den polnischen Mineralogen Josef Morozewicz (1865–1941), der das Mineral nach dem deutschen Arzt, Ethnologen und Naturforscher Georg Wilhelm Steller benannte.
1967 wurde Stellerit von Richard C. Erd, G. Donald Eberlein und Adolf Pabst nach einer erneuten Überprüfung des Typmaterials von den Kommandeurinseln als eigenständiges Mineral und orthorhombisches Endglied der Mischkristallreihe Stilbit (monoklin) – Stellerit bestätigt, nachdem er zwischenzeitlich als Varietät von Stilbit angesehen worden war.
Das Typmaterial (Holotyp) des Minerals wird im Natural History Museum in London, England unter der Sammlungs-Nr. 1934,650 aufbewahrt.

## Klassifikation
Bereits in der veralteten 8. Auflage der Mineralsystematik nach Strunz gehörte der Stellerit zur Mineralklasse der „Silikate und Germanate“ und dort zur Abteilung der „Gerüstsilikate (Tektosilikate)“, wo er zusammen mit Brewsterit, Epistilbit, Heulandit, Klinoptilolith (Natron-Heulandit) und Stilbit die „Heulandit-Stilbit-Gruppe“ mit der System-Nr. VIII/F.12 innerhalb der Zeolith-Familie bildete.
Im zuletzt 2018 überarbeiteten und aktualisierten Lapis-Mineralienverzeichnis nach Stefan Weiß, das sich aus Rücksicht auf private Sammler und institutionelle Sammlungen noch nach dieser klassischen Systematik von Karl Hugo Strunz richtet, erhielt das Mineral die System- und Mineral-Nr. VIII/J.23-50. In der „Lapis-Systematik“ entspricht dies ebenfalls der Abteilung „Gerüstsilikate“, wo Stellerit zusammen mit Barrerit, Brewsterit-Sr, Brewsterit-Ba, Epistilbit, Goosecreekit, Heulandit-Na, Heulandit-K, Heulandit-Ca, Heulandit-Sr, Heulandit-Ba, Klinoptilolith-Na, Klinoptilolith-K, Klinoptilolith-Ca, Stilbit-Na und Stilbit-Ca eine eigenständige, aber unbenannte Untergruppe innerhalb der von J.23 bis J.25 reichenden Gruppe der „Blätterzeolithe“ bildet.
Die seit 2001 gültige und von der International Mineralogical Association (IMA) bis 2009 aktualisierte 9. Auflage der Strunz’schen Mineralsystematik ordnet den Stellerit in die bereits feiner unterteilte Abteilung der „Gerüstsilikate (Tektosilikate) mit zeolithischem H2O; Familie der Zeolithe“ ein. Diese ist zudem weiter unterteilt nach der Kristallstruktur, so dass das Mineral entsprechend seiner Zusammensetzung in der Unterabteilung „Tafeln mit 4-4-1-1 Struktureinheiten“ zu finden ist, wo es nur noch zusammen mit Barrerit die unbenannte Gruppe 9.GE.15 bildet.
Auch die vorwiegend im englischen Sprachraum gebräuchliche Systematik der Minerale nach Dana ordnet den Stellerit in die Klasse der „Silikate und Germanate“ und dort in die Abteilung der „Gerüstsilikate: Zeolith-Gruppe“ ein. Hier ist er in der Gruppe „Heulandit und verwandte Arten“ mit der System-Nr. 77.01.04 innerhalb der Unterabteilung „Echte Zeolithe“ zu finden.

## Kristallstruktur
Stellerit kristallisiert orthorhombisch in der Raumgruppe Fmmm (Raumgruppen-Nr. 69) mit den Gitterparametern a = 13,60 Å; b = 18,22 Å und c = 17,84 Å sowie 8 Formeleinheiten pro Elementarzelle.

## Bildung und Fundorte

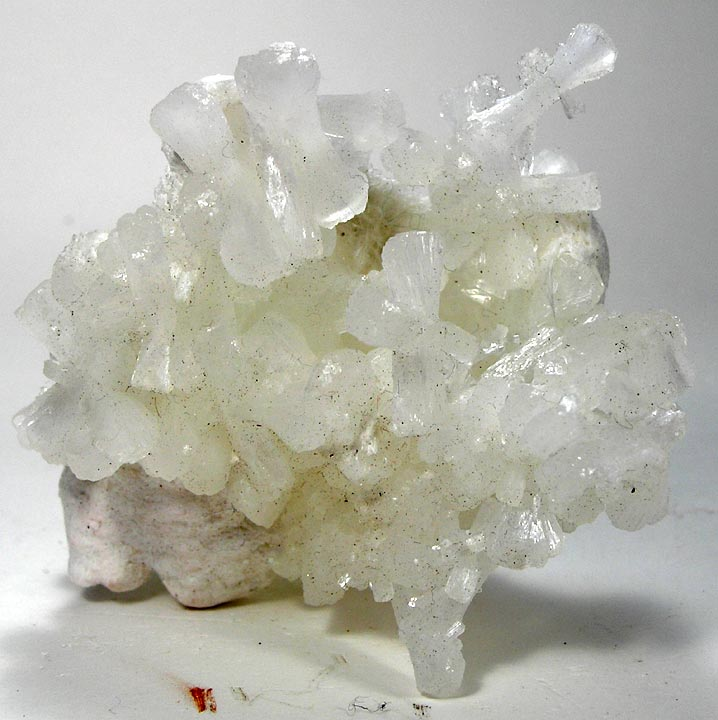
Garbenförmige, kreuzförmig verzwillingte Stelleritkristalle aus dem Distrikt Jalgaon, Maharashtra, Indien
Größe: 6,8 cm × 6,6 cm × 6,5 cm

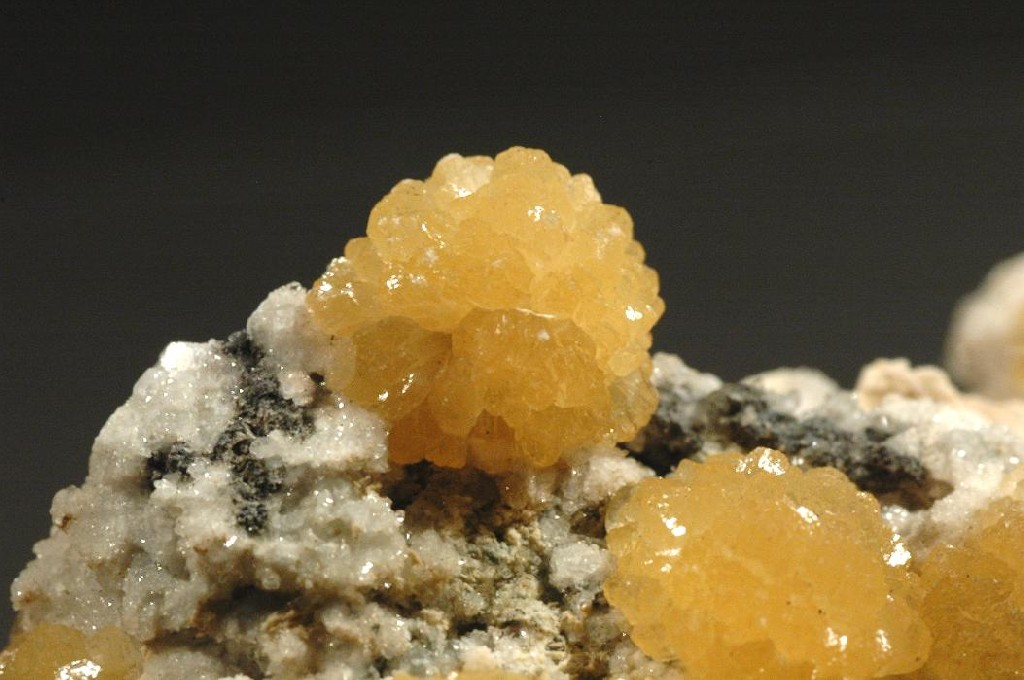
Gelbe, kugelförmige Stellerit-Kristallaggregate aus der Eisengrube Sokolovskoe bei Rudny, Region Qostanai, Kasachstan (Sichtfeld 3 cm)

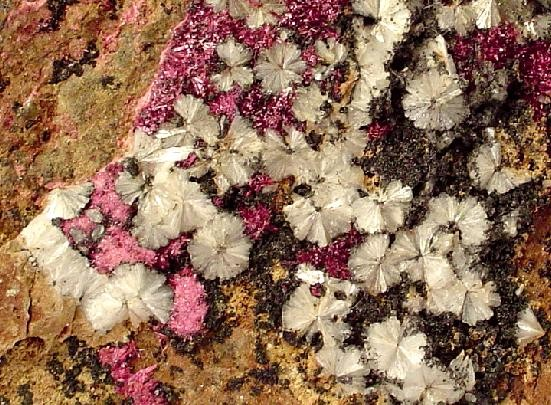
Radialstrahliger Stellerit (weiß) mit Erythrin (violett) aus der Grube Sara Alicia bei San Bernardo, Municipio Álamos, Sonora, Mexiko
Gesamtgröße: 19,0 cm × 9,8 cm × 8,0 cm

Stellerit bildet sich hydrothermal als Gangfüllung oder in Geoden in basischen Vulkaniten wie Basalt oder Diabastuffen, findet sich aber auch in Granodioriten sowie in metamorphen Gesteinen wie Glimmerschiefer, Skarn oder Gneis. Als Begleitminerale treten unter anderem Analcim und andere Zeolithe sowie Apophyllit, Calcit, gediegen Kupfer, Prehnit, Tridymit und gelegentlich auch Hämatit auf.
Als eher seltene Mineralbildung kann Stellerit an verschiedenen Fundorten zum Teil zwar reichlich vorhanden sein, insgesamt ist er aber wenig verbreitet. Weltweit sind bisher rund 200 Fundorte dokumentiert.
Außer an seiner Typlokalität, der Kupferinsel Medny im Föderationskreis Ferner Osten, konnte das Mineral in Russland noch im Eisenbergwerk Malyi Kuibas bei Magnitogorsk in der Oblast Tscheljabinsk sowie in der Asbest-Lagerstätte Bazhenovsk mit serpentinierten Ultrabasiten und im Kazennitsa-Gang des Pegmatitfeldes Alabashka bei Yuzhakovo in der Oblast Swerdlowsk im Föderationskreis Ural, in der polymetallischen Lagerstätte bei Klitschka (auch Klichka oder Klicka) und im Pegmatitfeld Malkhan (auch Malchan oder Malechansk) bei Krasnyi Chikoy in der Oblast Tschita (Transbaikalien) im Föderationskreis Sibirien entdeckt werden. Zudem fand es sich im Khyr-Pilyaki-Gebirge nahe Goluboi Zaliv auf der Halbinsel Krim.
In Deutschland konnte Stellerit unter anderem im Kusserbruch (Granodiorit mit Pegmatit) bei Stützersdorf in der Gemeinde Tittling, in den Granit-Steinbrüchen Ernst & Kubischek bei Grub (Gemeinde Rinchnach), im Steinbruch Zufurt (Zufuhrt) bei Tröstau sowie in den Steinbrüchen Oberbaumühle (Amphibolit) bei Windischeschenbach und Huber (Serpentin) bei Winklarn in Bayern, im Steinbruch Caspar am Ettringer Bellerberg in der rheinland-pfälzischen Vulkaneifel sowie in mehreren Steinbrüchen in den Gemeinden Demitz-Thumitz und Steinigtwolmsdorf, bei Pließkowitz, in der Grube Gelbe Birke bei Schwarzenberg/Erzgeb., im Thadenbruch bei Königshain und den Lamprophyr-Brüchen bei Oberottendorf in Sachsen gefunden werden.
In Österreich trat Stellerit bisher in Kärnten (Brandrücken, Fraßgraben, Magdalensberg, Riekengraben), Niederösterreich (Persenbeug-Gottsdorf, Allentsteig, Kottes-Purk), Salzburg (Kendlbrucker Graben, Lohninger Bruch, Naßfelder Tal), der Steiermark (Humpelgraben, Marhof, Pechgraben, Schöttl-Gladjoch) und Vorarlberg (Gargellental, Gortipohl, Schruns, Verwall) auf.
In der Schweiz kennt man das Mineral unter anderem aus den Gneisbrüchen bei Arvigo im Kanton Graubünden, einem Steinbruch im Valle di Vergeletto mit kompaktem Biotit-Gneis im Kanton Tessin sowie aus dem Gebiet Wannigletscher-Scherbadung im Kriegalptal (Chriegalptal), einem Nebental des Binntals, aus Gesteinsproben vom Piece Gletscher nahe Arolla, der Kupfer-Nickel-Erzgrube Mine de Gollyre bei Ayer (Val d’Anniviers) und vom 2598 m hohen Le Catogne nahe Sembrancher im Kanton Wallis.
Bekannt aufgrund von außergewöhnlichen Stelleritfunden sind auch zwei ausgedehnte Olivin-Basaltflüsse mit einer Fläche von rund 450 km² nahe Garrawilla im Pottinger County von New South Wales in Australien, wo Kristalle von bis zu 8 cm Größe zutage traten.
Weitere Fundorte liegen unter anderem in Brasilien, Kanada, Kasachstan, China, Frankreich, Indien, Island, Italien, Korea, Mexiko, Namibia, Neuseeland, Norwegen, Schweden, Südafrika, Ungarn, im Vereinigten Königreich (Nordirland, Schottland) und in einigen Bundesstaaten der USA.